# Sandie Clair
Pour les articles homonymes, voir Clair.
Sandie Clair, née le 1er avril 1988 à Toulon, est une coureuse cycliste française spécialiste des disciplines du sprint sur piste, reconvertie en bobeuse. Elle compte à son palmarès un titre de championne du monde chez les juniors et dix titres de championne d'Europe dont deux obtenus chez les élites en 2010. Elle exerce également le métier de gendarme.
Elle participe en cyclisme sur piste aux Jeux olympiques de Londres 2012 et de Rio 2016, terminant sixième de la vitesse par équipes. En 2022, elle est sélectionnée en bobsleigh pour les Jeux olympiques de Pékin.

## Biographie

### Carrière en cyclisme
Sandie Clair remporte en 2005 son premier titre lors du championnat de France de vitesse juniors. Cette victoire lui permet de se qualifier pour les championnats du monde et d'Europe chez les juniors dans les épreuves de la vitesse, du keirin et du 500 mètres contre-la-montre. Elle décroche sa première médaille internationale en juillet au championnat d'Europe de Fiorenzuola lors de l'épreuve de vitesse. Elle prend un mois plus tard la médaille de bronze au championnat du monde du 500 mètres juniors.
En 2006, elle remporte à nouveau deux médailles au championnat d'Europe, puis elle devient à Gand championne du monde du 500 mètres contre-la-montre et prend la troisième place de la vitesse individuelle. En 2007 et 2008, elle participe régulièrement aux épreuves de la Coupe du monde et elle remporte notamment avec Clara Sanchez la vitesse par équipes à Cali en 2008. 
À Manchester en 2008, elle décroche la médaille de bronze du 500 mètres contre-la-montre au championnat du monde. 
Entre 2007 et 2010, elle décroche chez les espoirs huit titres de championne d'Europe dont trois en vitesse par équipes avec Virginie Cueff.
En 2010, elle franchit un palier en gagnant quatre médailles dont trois titres au championnat d'Europe espoirs de Saint-Pétersbourg. Elle récidive en novembre, où elle s'adjuge deux nouveaux titres en vitesse (en battant en finale Kristina Vogel) et en vitesse par équipes (avec Clara Sanchez) au championnat d'Europe élites de Pruszków. Elle prend également la quatrième place de l'épreuve du keirin.
Aux mondiaux 2011, elle devient vice-championne du monde du 500 mètres.
En 2012 et 2016, elle participe Jeux olympiques. Elle termine à chaque fois sixième de la vitesse par équipes. Aux Jeux de Rio de Janeiro, elle se classe également 21e du keirin et  25e de la vitesse individuelle.
Au mois d'août 2018, elle se classe deuxième du championnat de France de vitesse derrière Mathilde Gros (mais devant Mélissandre Pain) et troisième du keirin.
Durant l'été 2019, elle annonce arrêter sa carrière. En vue des Jeux 2020, elle s'était spécialisée au poste de démarreuse pour la vitesse par équipes avec Mathilde Gros, mais la fédération française a décidé d'arrêter la vitesse par équipes dames durant cette olympiade, car les performances n'étaient pas suffisantes pour espérer remporter une médaille aux Jeux de Tokyo en 2020.

### Reconversion en bobsleigh
Après l'arrêt en juin 2019 de la vitesse par équipes dames par la Direction Technique Nationale (DTN) de la FFC, Clair passe son Brevet professionnel sportif afin de travailler dans une salle de musculation.
En parallèle, elle se rend sur la piste de bobsleigh à La Plagne dans le but d'y effectuer des essais, notamment dans la phase de poussée, avec la pilote française, Margot Boch, entraînée par Bruno Mingeon, également vice-championne d'Europe espoirs de bob à deux féminin - avec Carla Sénéchal - en 2019 à Sigulda (Lettonie).
Début janvier 2021, lors des Championnats d'Europe à Winterberg (Allemagne), elle termine 6e à l'occasion de sa toute première compétition officielle.
Après avoir participé aux Jeux olympiques d'été de Londres 2012 et de Rio 2016 en cyclisme, elle est sélectionnée pour les Jeux olympiques d'hiver à Pékin en 2022, 18 mois seulement après ses débuts dans la discipline du bob à deux. Elle est sélectionnée comme remplaçante au poste de pousseuse derrière la titulaire Carla Sénéchal et la pilote Margot Boch.

## Palmarès

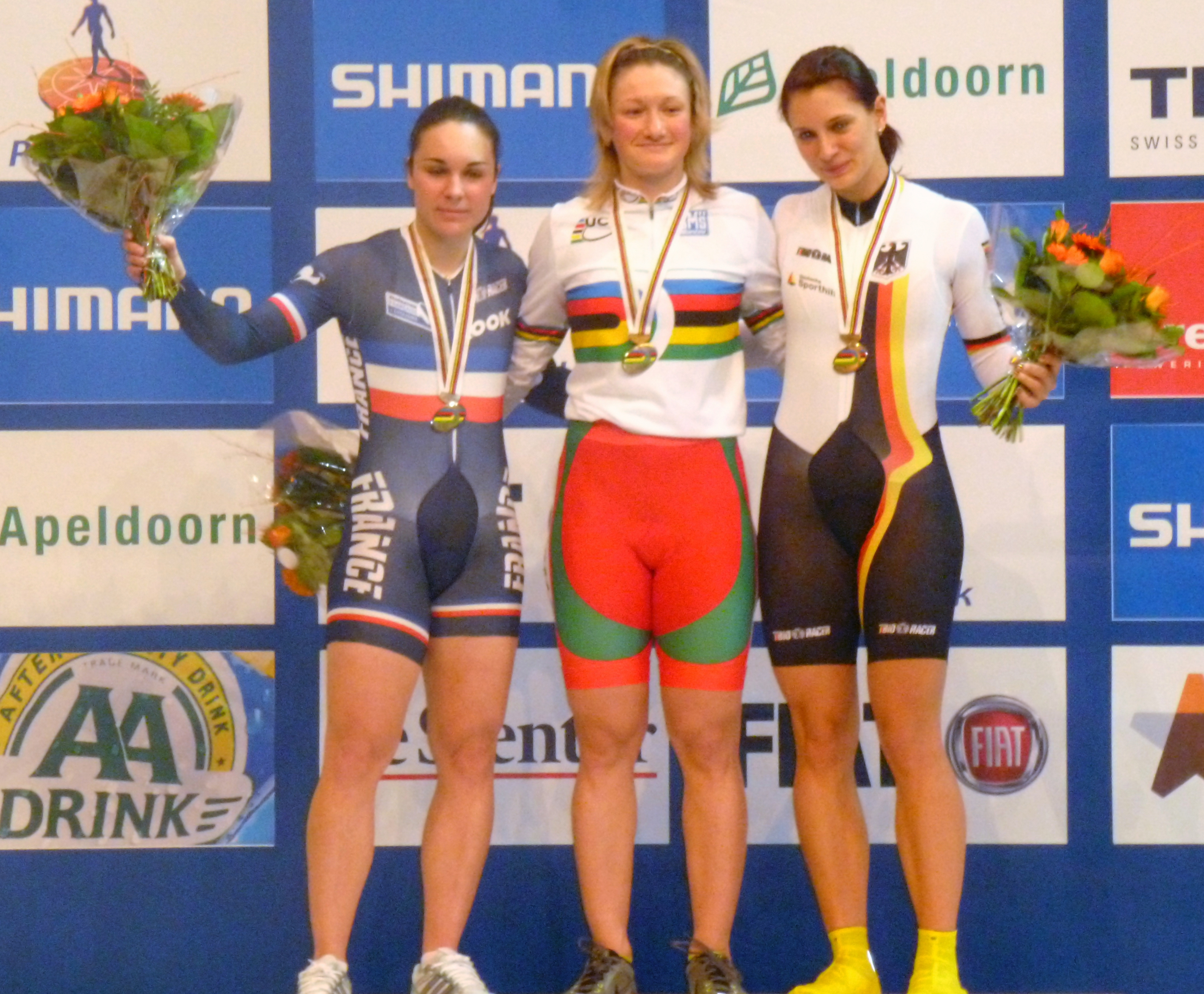
Podium du championnat du monde du 500 mètres 2011 (de gauche à droite Sandie Clair, Olga Panarina et Miriam Welte).

### Jeux olympiques
- Londres 2012
  - 6e de la vitesse par équipes (avec Virginie Cueff)
- Rio 2016
  - 6e de la vitesse par équipes (avec Virginie Cueff)
  - 21e du keirin
  - 25e de la vitesse individuelle

### Championnats du monde
- Vienne 2005
  -  Médaillée d'argent du 500 mètres juniors
- Gand 2006
  -  Championne du monde du 500 mètres juniors
  -  Médaillée de bronze de la vitesse juniors
- Manchester 2008
  -  Médaillée de bronze du 500 mètres
- Pruszkow 2009
  - 4e de la vitesse par équipes
  - 4e du 500 mètres
  - 6e du keirin
- Apeldoorn 2011
  -  Médaillée d'argent du 500 mètres
  - 4e de la vitesse par équipes
  - 6e de la vitesse individuelle
  - 9e du keirin
- Melbourne 2012
  - 5e de la vitesse par équipes
  - 7e du keirin
  - 8e du 500 mètres
  - 9e de la vitesse individuelle (éliminée au repêchage des 1/8e de finale)
- Minsk 2013
  - 5e de la vitesse par équipes
  - 7e du keirin
  - 8e du 500 mètres
- Cali 2014
  - 5e de la vitesse par équipes
  - 6e du keirin
  - 8e du 500 mètres
- Saint-Quentin-en-Yvelines 2015
  - 6e de la vitesse par équipes
  - 11e du 500 mètres
  - 23e de la vitesse individuelle
- Londres 2016
  - 7e de la vitesse par équipes
- Pruszków 2019
  - 6e de la vitesse par équipe[8]
  - 23e du keirin (éliminée au premier tour)[9]

### Coupe du monde
- 2006-2007
  - 3e de la vitesse par équipes à Moscou
- 2007-2008
  - 2e du 500 mètres à Copenhague
  - 2e de la vitesse par équipes à Pékin
  - 2e de la vitesse par équipes à Los Angeles
  - 3e de la vitesse par équipes à Copenhague
  - 3e de la vitesse par équipes à Sydney
- 2008-2009
  - 1re de la vitesse par équipes à Cali (avec Clara Sanchez)
  - 2e du 500 mètres à Copenhague
  - 3e du 500 mètres à Cali
- 2009-2010
  - 3e du 500 mètres à Melbourne
- 2010-2011
  - 2e du 500 mètres à Melbourne
  - 2e du keirin à Cali
  - 3e de la vitesse par équipes à Melbourne
  - 3e de la vitesse par équipes à Cali
  - 3e de la vitesse par équipes à Manchester
  - 3e de la vitesse à Cali
- 2011-2012
  - 2e du 500 mètres à Astana
- 2012-2013
  - 3e de la vitesse par équipes à Glasgow
- 2013-2014
  - 3e du keirin à Manchester
  - 3e du keirin à Guadalajara
- 2018-2019
  - 2e de la vitesse par équipes à Cambridge

### Championnats d'Europe
| Juniors et espoirs - Fiorenzuola 2005 - Médaillée de bronze de la vitesse juniors - Athènes 2006 - Médaillée d'argent du 500 mètres juniors - Médaillée de bronze du keirin juniors - Cottbus 2007 - Championne d'Europe du 500 mètres espoirs - Pruszków 2008 - Championne d'Europe de vitesse par équipes espoirs (avec Virginie Cueff) - Championne d'Europe du 500 mètres espoirs - Médaillée d'argent du keirin espoirs - Minsk 2009 - Championne d'Europe de vitesse par équipes espoirs (avec Virginie Cueff) - Championne d'Europe du 500 mètres espoirs - Saint-Pétersbourg 2010 - Championne d'Europe de vitesse par équipes espoirs (avec Virginie Cueff) - Championne d'Europe du 500 mètres espoirs - Championne d'Europe du keirin espoirs - Médaillée de bronze de la vitesse espoirs | Élites - Pruszków 2010 - Championne d'Europe de vitesse - Championne d'Europe de vitesse par équipes (avec Clara Sanchez) - Apeldoorn 2011 - Médaillée de bronze du keirin. - Panevėžys 2012 - Médaillée de bronze de la vitesse par équipes |

### Championnats de France
- Championne de France de la vitesse juniors : 2005
- Championne de France du 500 mètres juniors (2) : 2005 et 2006

- Championne de France du 500 mètres (8) : 2007, 2008, 2009, 2010, 2011, 2012, 2013 et 2018
- Championne de France de vitesse par équipes : 2013 (avec Roxane Fournier)